# Chencha
Chencha (también conocida como Dincha) es un pueblo en el sureste de Etiopía. Localizada en la Zona Gamo Gofa, 37 kilómetros al norte de Arba Minch, Chencha tiene una longitud y latitud de 6°15′N 37°34′E / 6.250, 37.567 y una elevación de  2732 metros sobre el nivel del mar. 
Basado en cifras de la Agencia Central de Estadística de Etiopía publicadas en 2005, Chencha tiene una población estimada total de 10.488 que consiste en 4.750 hombres y 5.738 mujeres. El censo nacional de 1994 atribuía a este pueblo una población total de 5.787 de los cuales 2.630 eran hombres y 3.157 eran mujeres. Es uno de los tres pueblos del municipio (woreda) de Chencha.

## Historia
Chencha había sido la capital de la provincia Gamu-Gofa hasta que esas oficinas fueron transferidas a la ciudad más accesible de Arba Minch en 1962. Ha sido el centro administrativo de la woreda de Chencha  desde al menos 1964.
Dejazmach Beyene Merid se había establecido como gobernador de Gamu-Gofa en Chencha por 1935, cuando fue visitado por misioneros y una expedición alemana.